# 路易斯安那文化
路易斯安那文化是法国、西班牙、非洲、印第安文化的融合。

## 宗教
路易斯安那最早的宗教是罗马天主教, 这是因为路易斯安那曾经是信仰天主教的法国和西班牙的殖民地。在1803年的路易斯安那购地以后，新教也开始进入这一地区。德国移民们带来了长老宗、浸信会、循道宗。在随后的时间里，犹太人的移入也带来了犹太教信仰。最近来自亚洲地区的移民们也给路易斯安那带来了印度教和佛教。同时，巫毒教也是路易斯安那的一个信徒较为广泛的信仰，特别是在新奥尔良的克里奥尔人中有着较大的影响力。

## 音乐
新奥尔良是爵士乐的诞生地。爵士乐是美国黑人起源于蓝调，最初是居住在南部广大农地和城市贫民区的刚刚获得自由的穷苦的黑人为了抒发情感而作的。现在爵士乐已经广泛地在世界上传播，影响了诸多的知名音乐人和文人，比如披头士、鲍勃·迪伦和日本著名作家村上春树。
柴迪科则是路易斯安那土生土长的一种音乐形式，是以法语为母语的路易斯安那南部的非裔美国人的独特的音乐形式。风格类似于卡真音乐，用法语吟唱，并配以手风琴的伴奏。

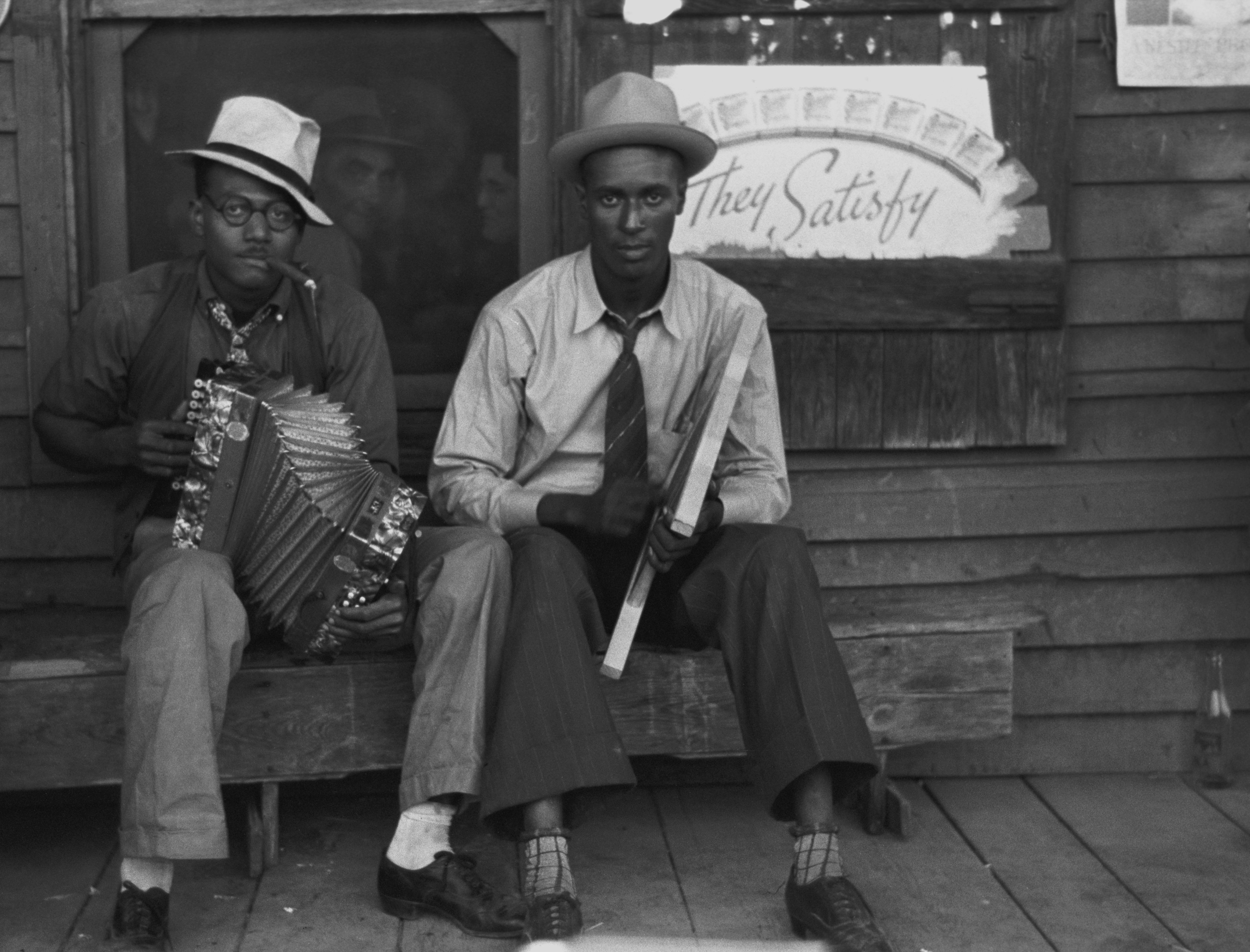
早期克里奥尔歌手在一个靠近New Iberia, Louisiana 的商店前演奏手风琴和洗衣板(1938)

乡村音乐是北路易斯安那文化的一个传统组成部分，在电视兴起之前的时代，当地人会为了听乡村音乐而聚集在一起。

## 饮食
路易斯安那是美国为数不多的饮食文化非常丰富的地方，因为价廉物美的海鲜与辛辣的口味而闻名。克里奥尔料理是路易斯安那最流行的饮食文化，克里奥尔料理是在传统法国烹调方式的基础上，再加以西班牙、西非、印度和印第安饮食的元素而形成的。 路易斯安那人擅长使用各种香辛料来为食物增添风味。
传统的南路易斯安那风味的食品，即灵魂食品是由焖猪排、饺子、烤红薯、玉米面包、炸鸡。
尽管外人更了解南路易斯安那的卡真和克里奥尔风格的料理，可是北路易斯安那也有自己独特的料理。通心粉、奶酪、绿叶蔬菜和豇豆便是北路易斯安那人餐桌上常见的食物。
小龙虾在多年以来都没有被卡真人社区以外的地方被食用。那时候在亚历山德里亚以北的地方的人更喜欢吃炸鸡或者烧烤，他们不吃煮小龙虾，而吃鲶鱼。但是到了现在，小龙虾已经风靡了整个地区。

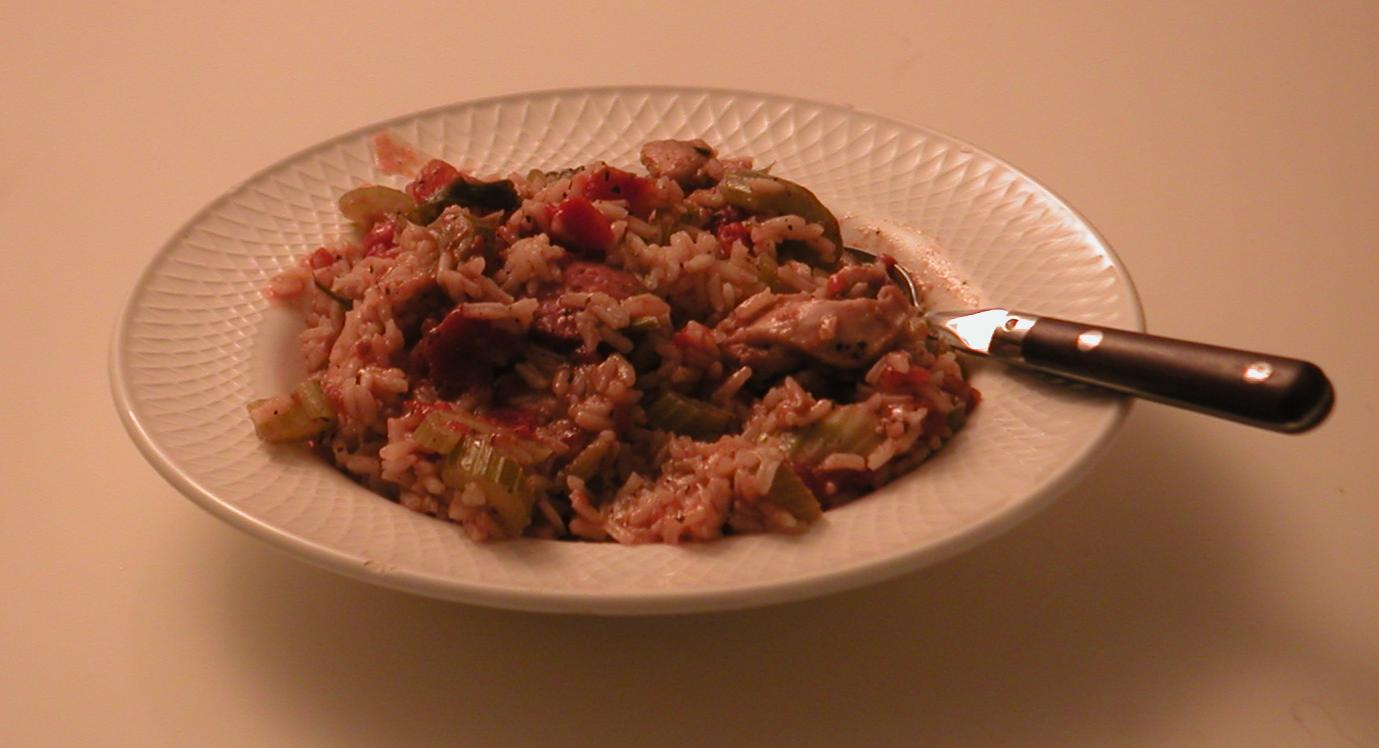
用鸡肉、香肠、米饭、番茄、芹菜和辣椒烹饪而成的什锦饭.

其他在路易斯安那的招牌美食还有秋葵汤饭、路易斯安那炖虾、什锦饭、木佛塔、牡蛎穷孩儿三明治和红豆饭（人们主要在星期一吃）。
海鲜是路易斯安那最流行的食材，不管是作为小食还是正餐，比如虾、螃蟹、小龙虾、牡蛎、鲶鱼。蛙腿和海龟汤在南路易斯安那的海岸地区也是很有人气的菜肴。
国王饼、贝奈特饼、红薯派、胡桃派和果仁夹心巧克是路易斯安那有名的甜食。

## 节日与嘉年华
路易斯安那以其数目繁多的节日而闻名，比如精华音乐节、爵士音乐节，或者在这当中最富盛名的忏悔星期二。其他较有名气的节日有蓝桥小龙虾节、路易斯安那小龙虾节、路易斯安那水产节和国际稻米节等。